# Сар (Франция)
Сар (фр. Sare) — коммуна во Франции, в кантоне Юстариц — Валле-де-Нив и Нивель округа Байонна, департамент Атлантические Пиренеи, Новая Аквитания. Входит в список «Самых красивых деревень Франции».
Код INSEE коммуны — 64504.

## География

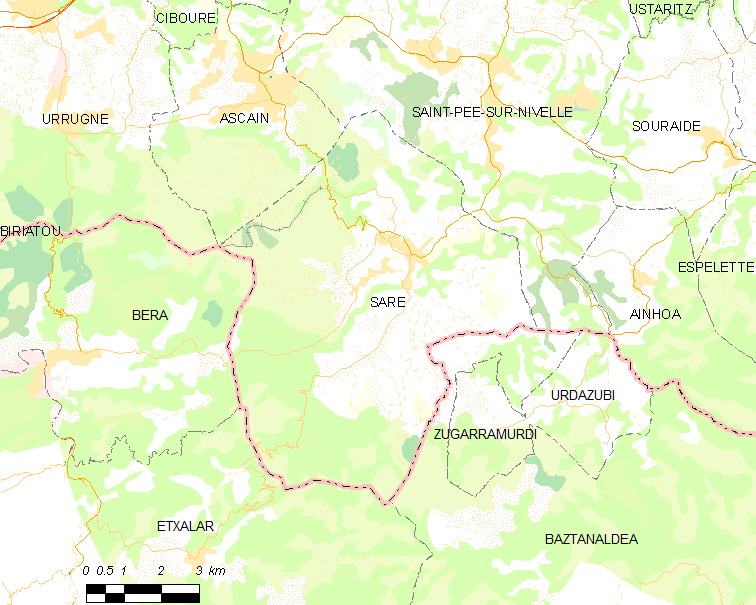
Карта коммуны

Коммуна расположена приблизительно в 690 км к юго-западу от Парижа, в 190 км юго-западнее Бордо, в 100 км к западу от По.

### Климат
Климат тёплый океанический. Зима мягкая, средняя температура января — от +5°С до +13°С, температуры ниже −10 °C бывают редко. Снег выпадает около 15 дней в году с ноября по апрель. Максимальная температура летом порядка 20-30 °C, выше 35 °C бывает очень редко. Количество осадков высокое, порядка 1100 мм в год. Характерна безветренная погода, сильные ветры очень редки.

## Население
Население коммуны на 2010 год составляло 2508 человек.
| 1962 | 1968 | 1975 | 1982 | 1990 | 1999 | 2010 |
| ---- | ---- | ---- | ---- | ---- | ---- | ---- |
| 1952 | 1921 | 1871 | 1930 | 2054 | 2185 | 2508 |

## Мэры коммуны
- 1947—1971 — Поль Дютурнье
- 1971—1977 — Жан Фагоага
- 1977—2008 — Жан Аньоцбеэр
- 2008—2020 — Жан-Батист Лаборд-Лавиньет

## Экономика
В 2010 году среди 1578 человек трудоспособного возраста (15-64 лет) 1182 были экономически активными, 396 — неактивными (показатель активности — 74,9 %, в 1999 году было 70,1 %). Из 1182 активных жителей работали 1103 человека (606 мужчин и 497 женщин), безработных было 79 (37 мужчин и 42 женщины). Среди 396 неактивных 101 человек были учениками или студентами, 183 — пенсионерами, 112 были неактивными по другим причинам.

## Достопримечательности

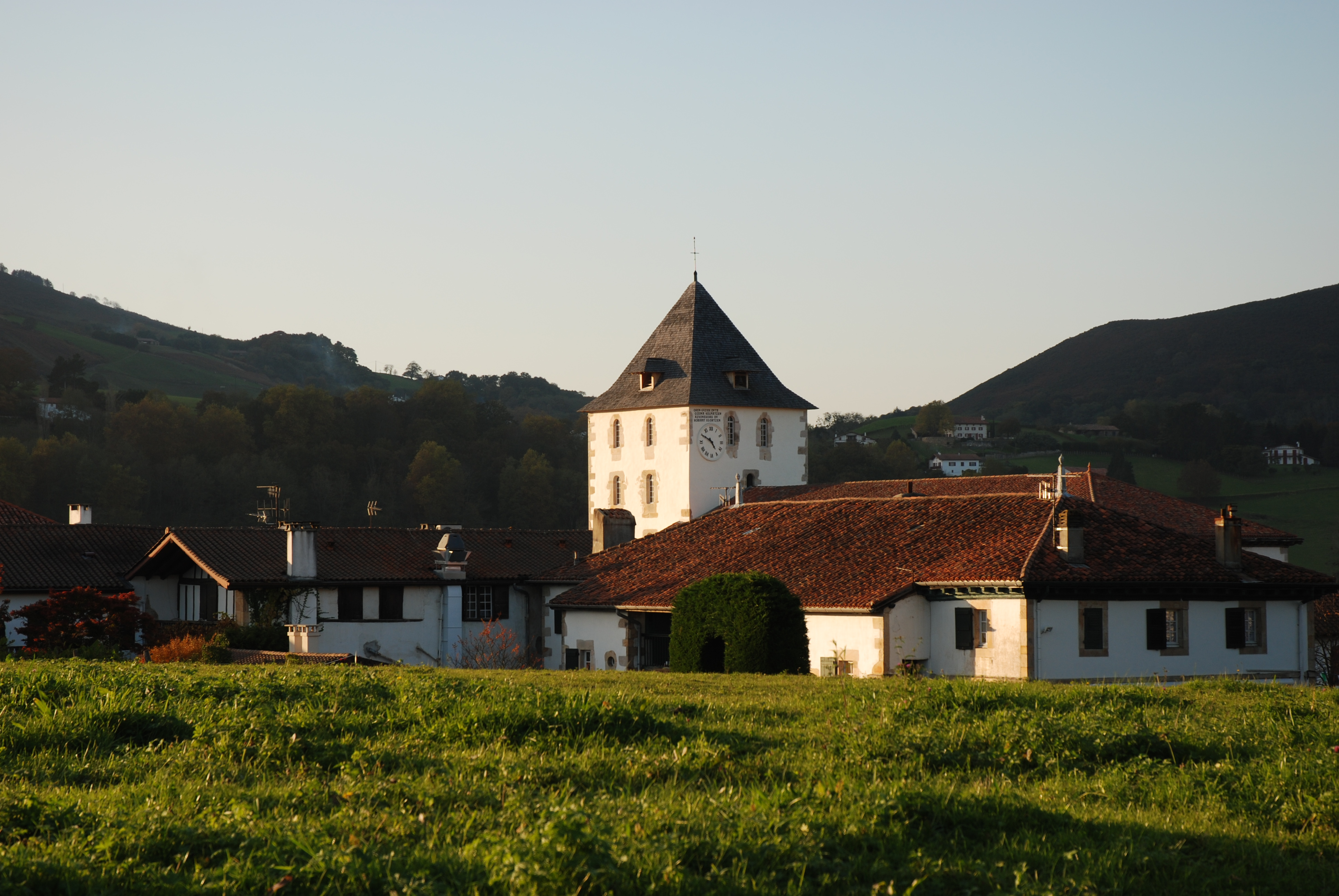
Церковь Св. Мартина
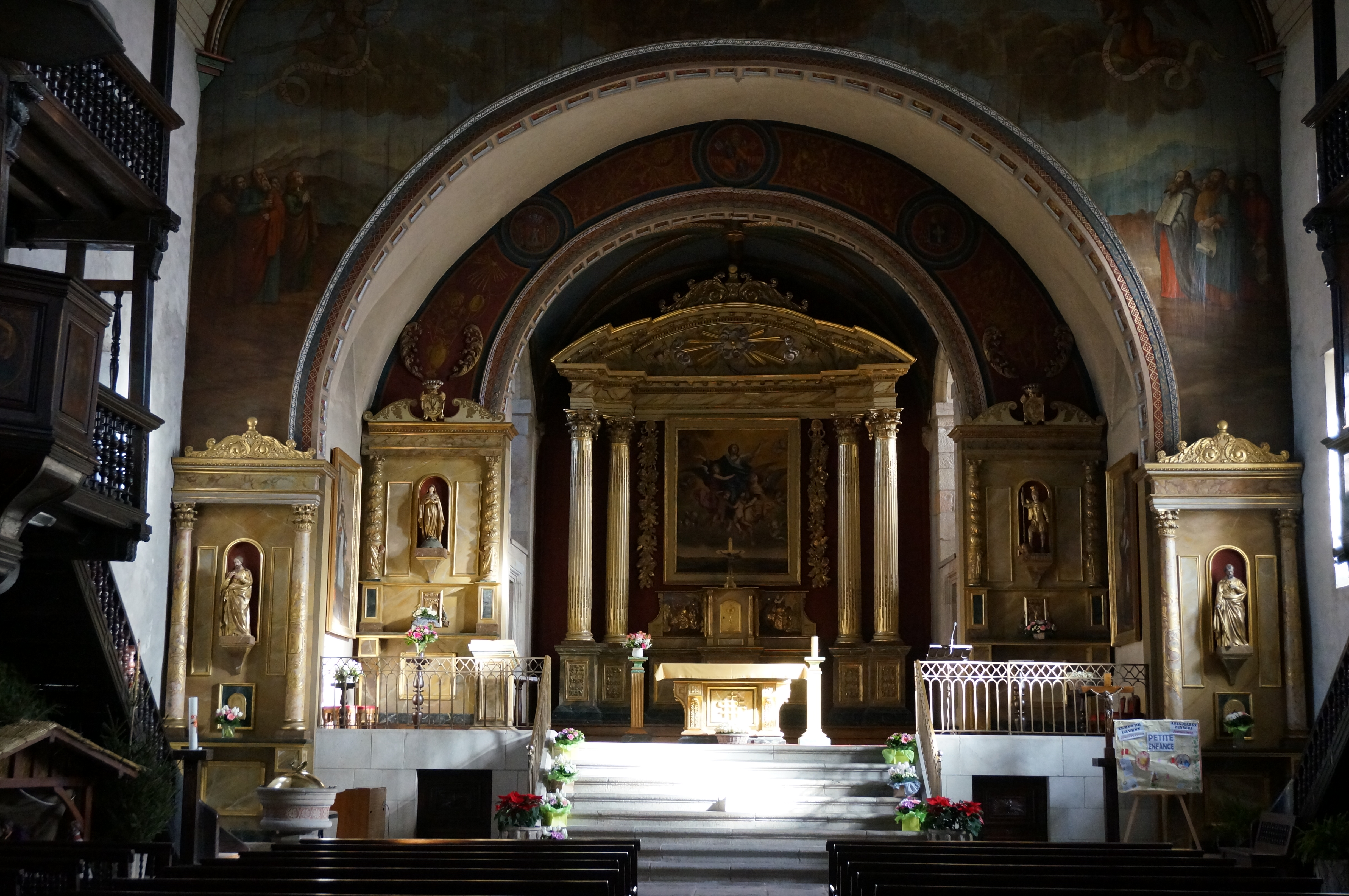
Интерьер церкви Св. Мартина
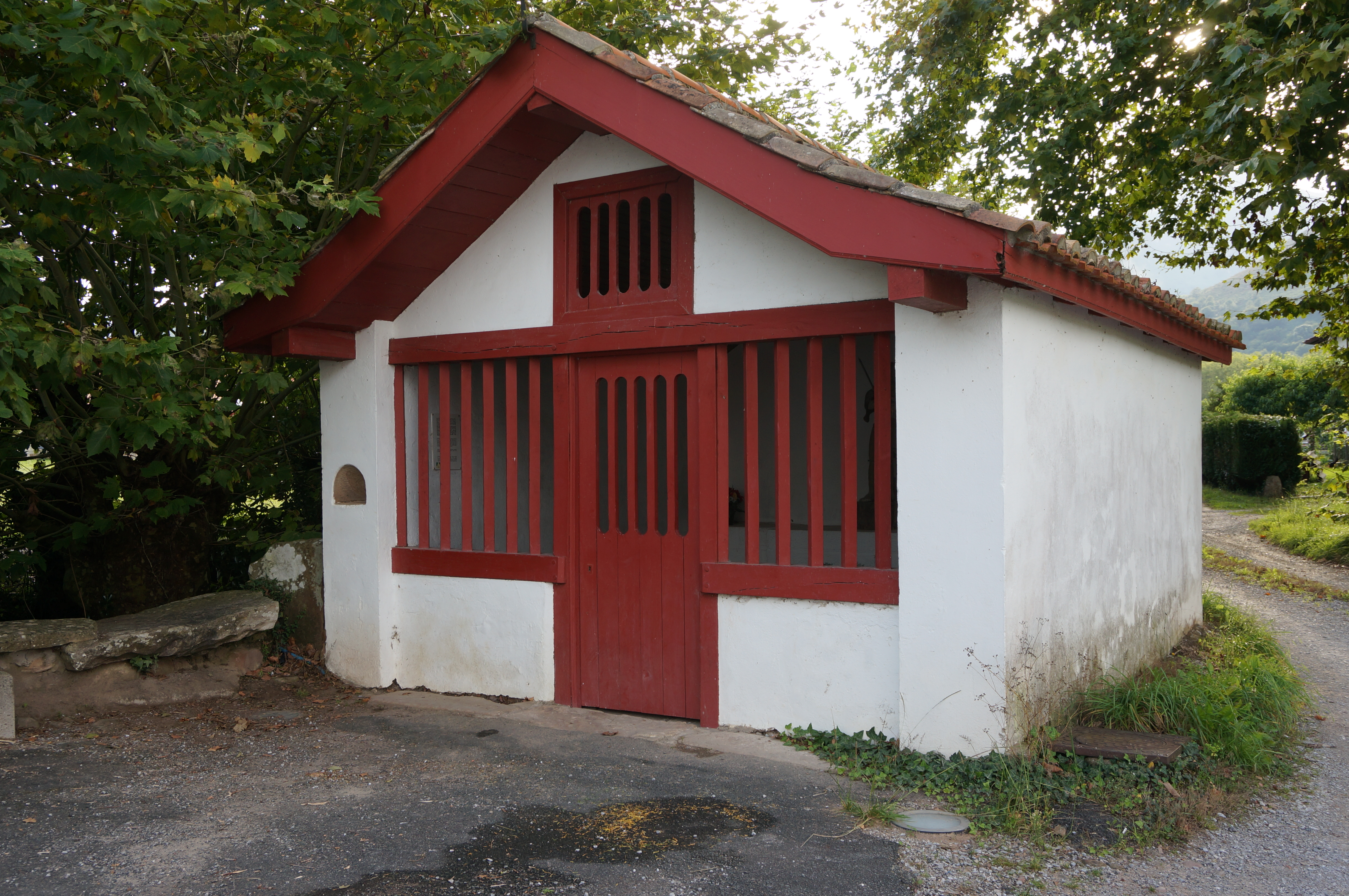
Ораторий Св. Исидора
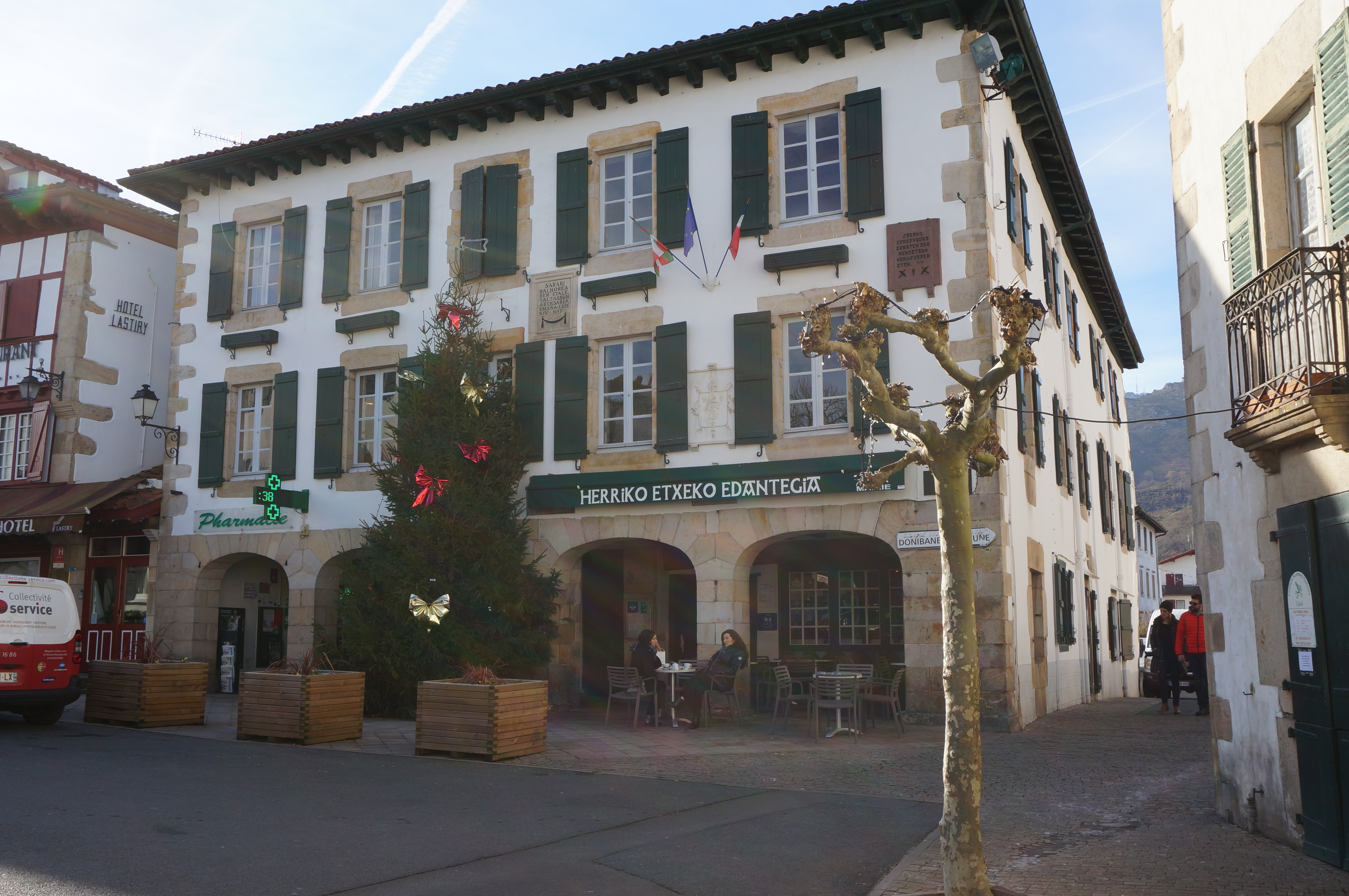
Здание мэрии
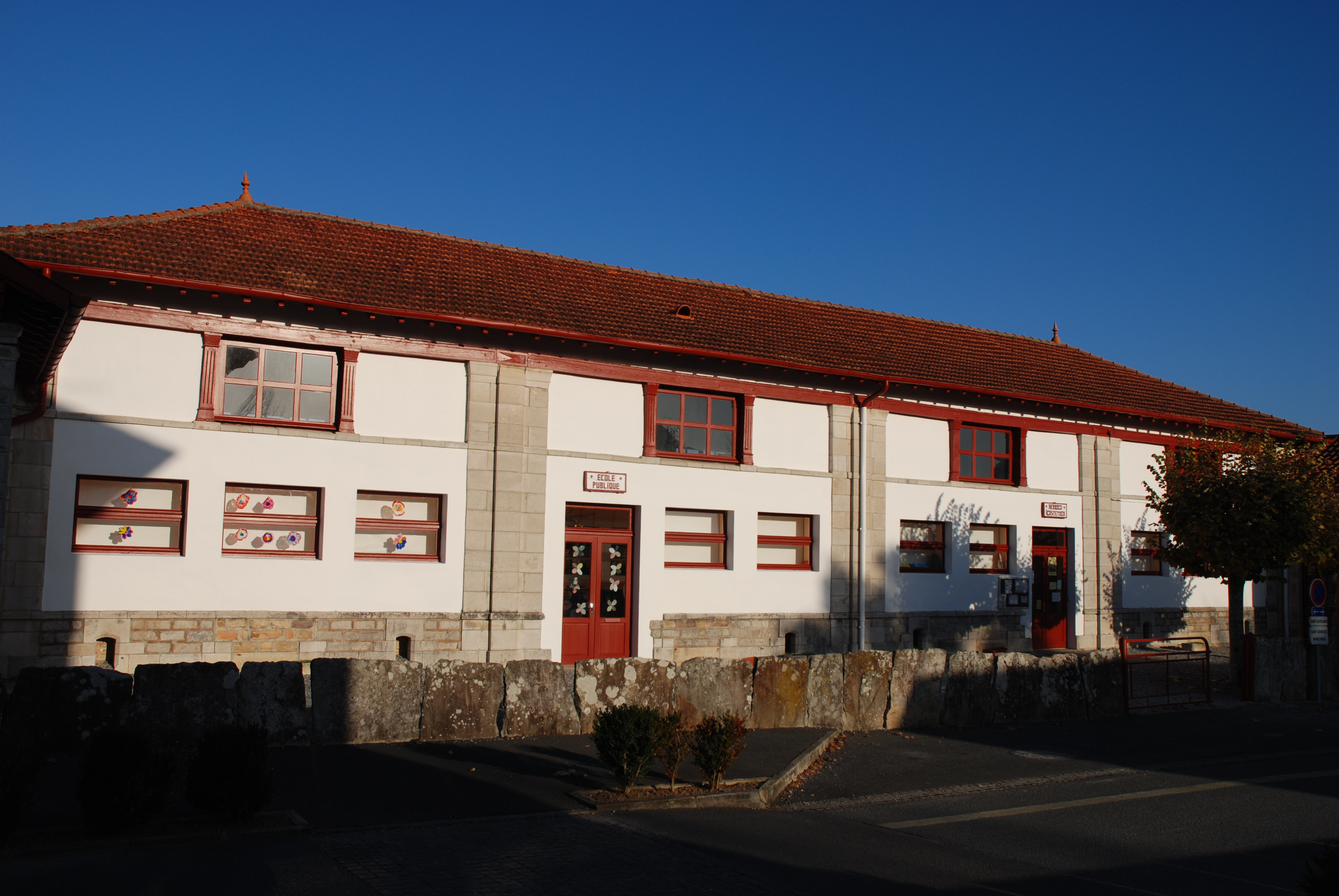
Начальная школа
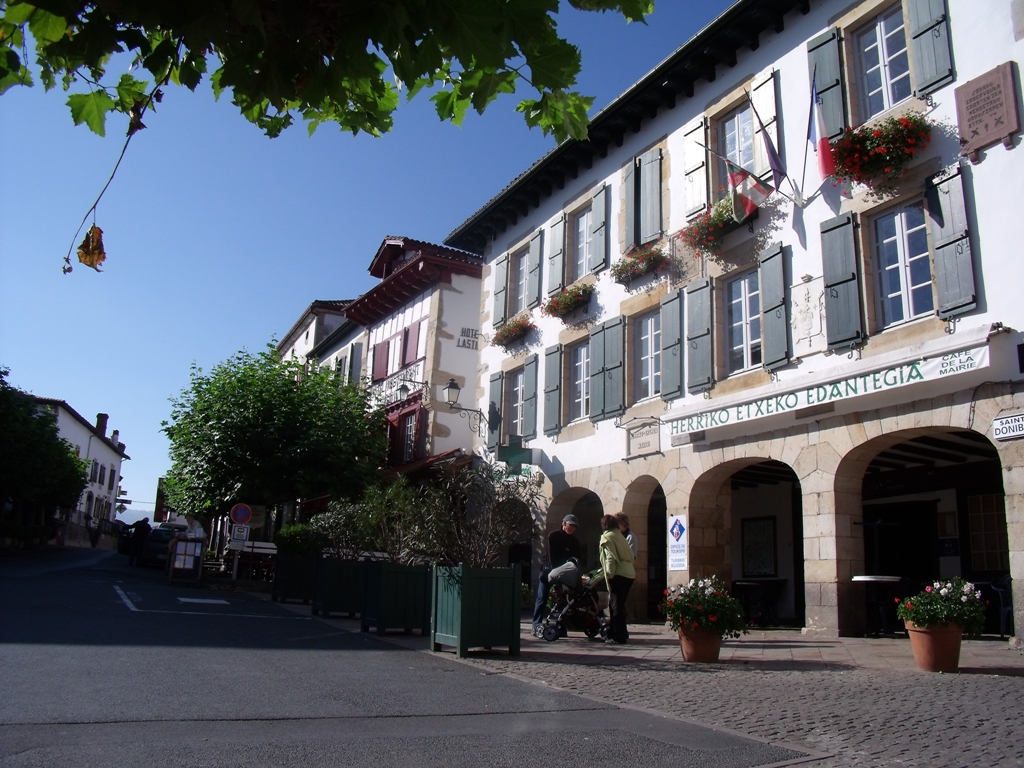
Вид на Сар
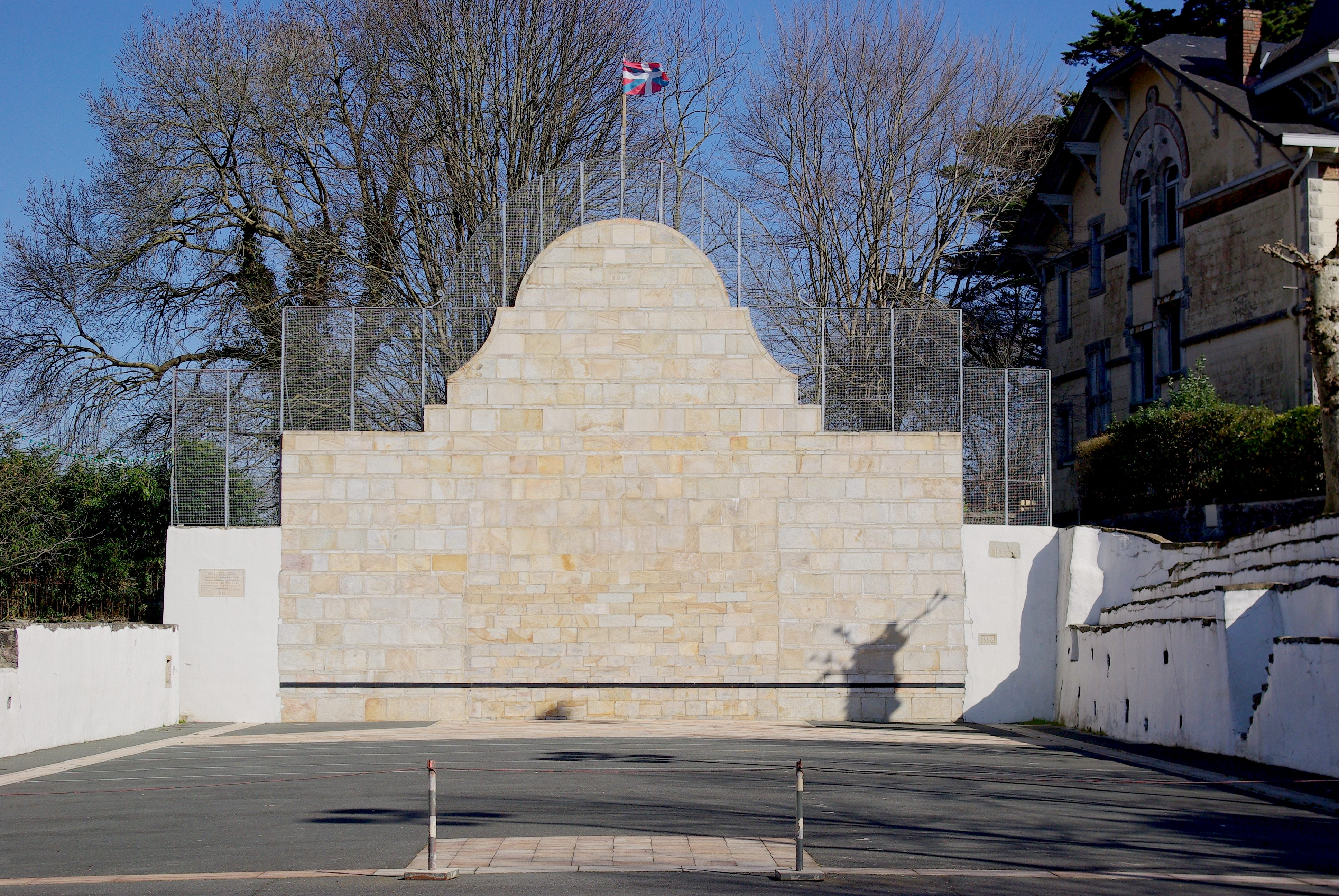
Фронтон (стена для игры в пелоту)
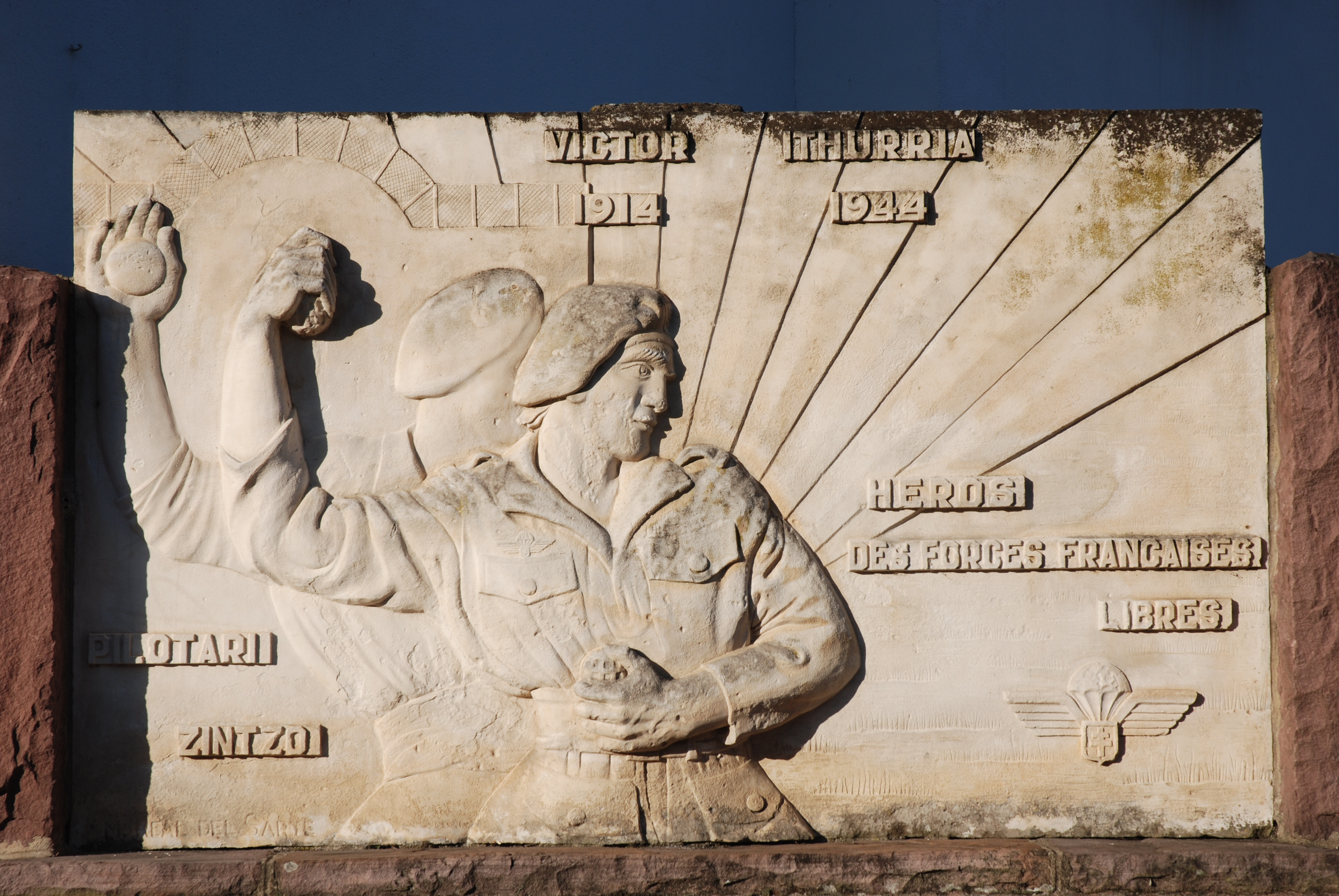
Военный мемориал
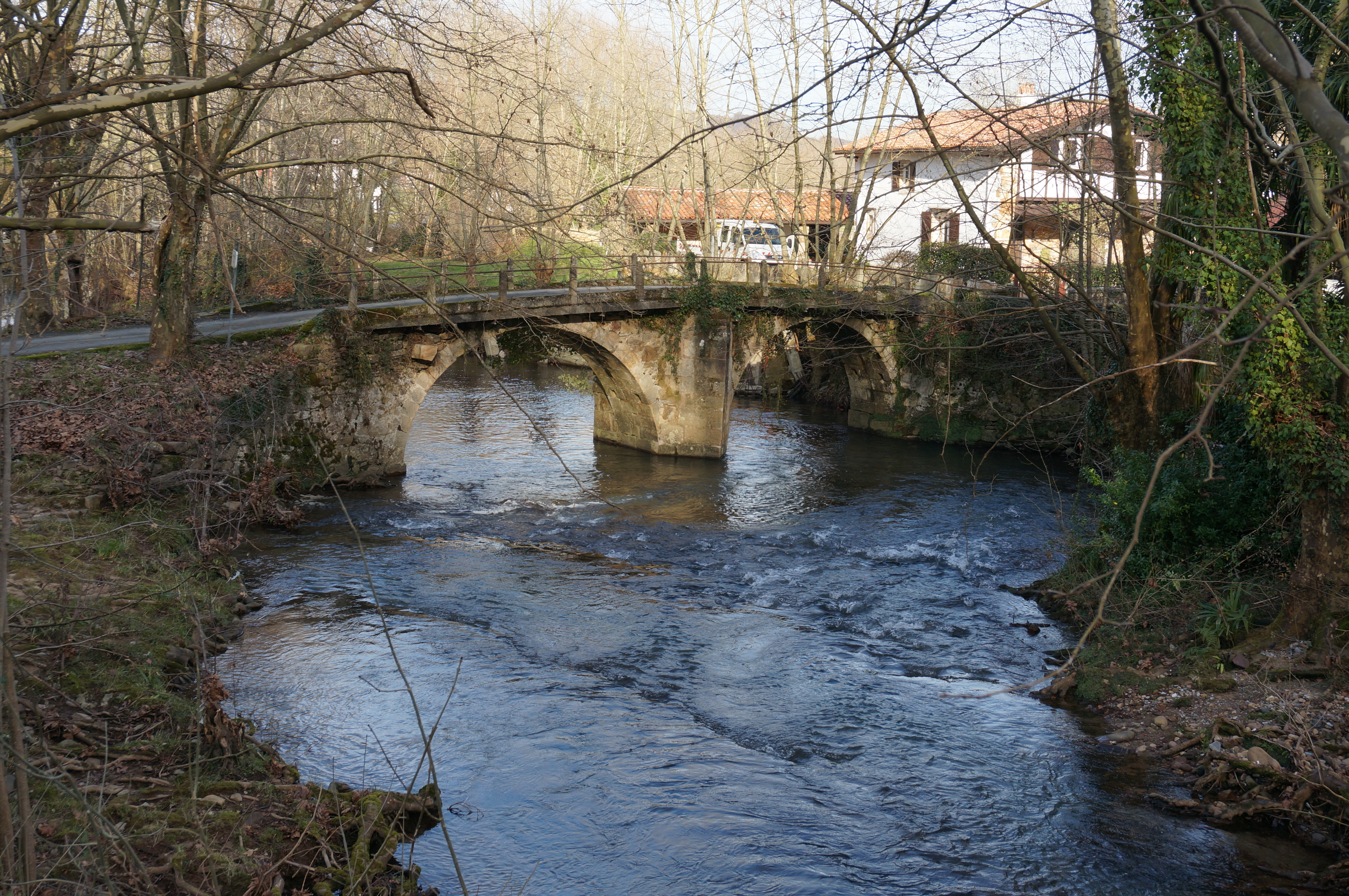
Мост через реку Лизюньягако
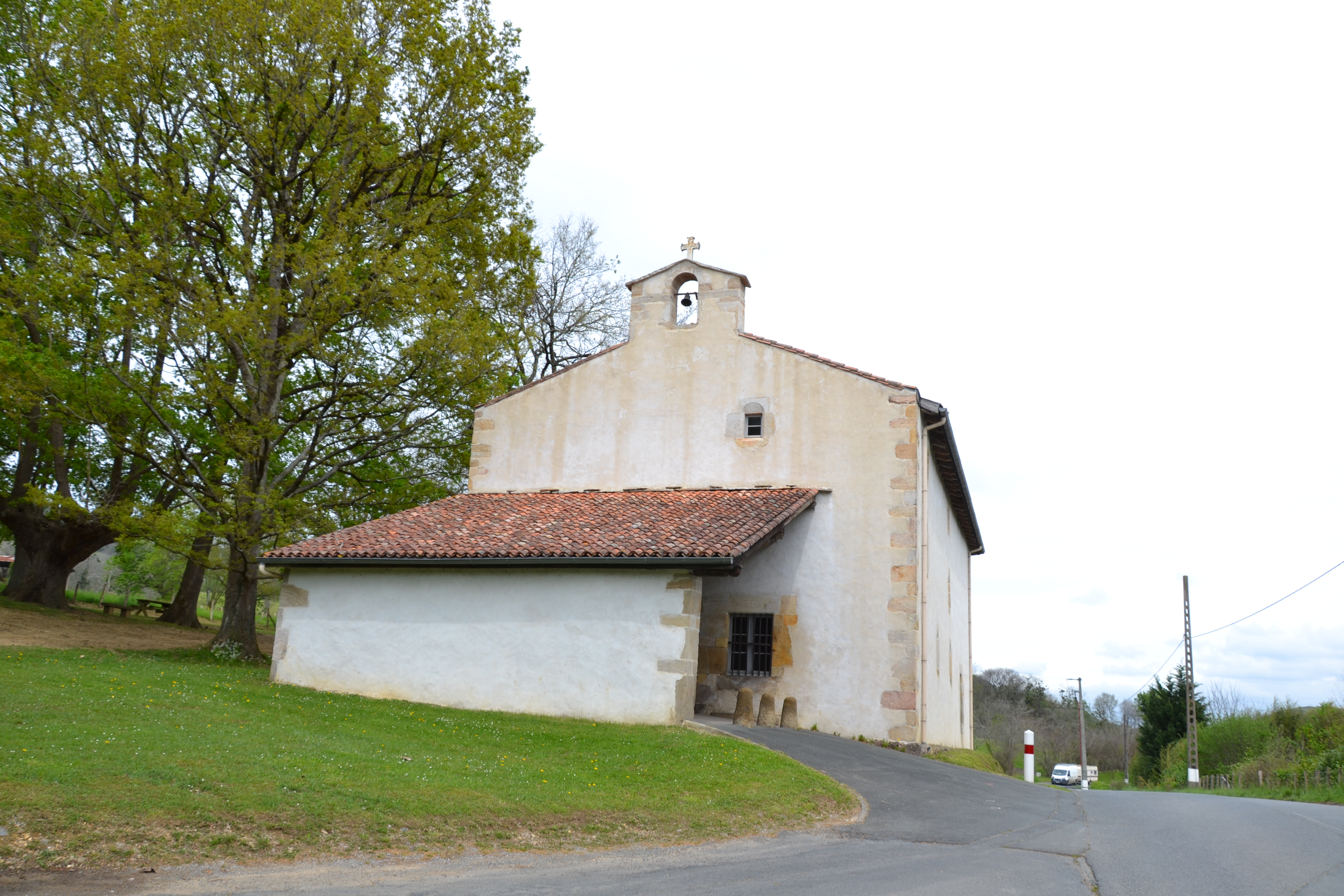
Часовня св. Екатерины

## Города-побратимы
- Сугаррамурди (Испания, с 1995)
- Урдакс (Испания, с 1995)